# Korsvägen, Göteborg
Korsvägen är en kollektivtrafikknutpunkt och korsväg där gatorna Södra Vägen, Skånegatan och Örgrytevägen möts i stadsdelarna Heden och Lorensberg i Göteborg. Den ligger i mitten av evenemangsstråket och håller ihop kommunikationsvägarna dit. Runt om ligger Liseberg, Svenska Mässan, Hotel Gothia Towers, Universeum och Världskulturmuseet.

## Historia
Namnet förekom första gången år 1785 i Götheborgska Nyheter, där det omnämndes med "mellan Korswägen och Gamle Port". I adresskalendrarna 1875–1896 avsågs nuvarande Örgrytevägen från Södra Vägen eller Skånegatan till Underåsbron. Det är dock inte troligt att namnet syftat på en vägsträcka, utan innebörden avser en korsning. Korsningen mellan Södra Vägen och Örgrytevägen byggdes om till "en trafiksnurra" (rondell) efter drätselkammarens beslut år 1951. År 1915 fastställdes namnet till Johannebergsplatsen efter landeriet Johanneberg, som ligger intill, men 1929 stadfästes namnet Korsvägen.

## Beskrivning

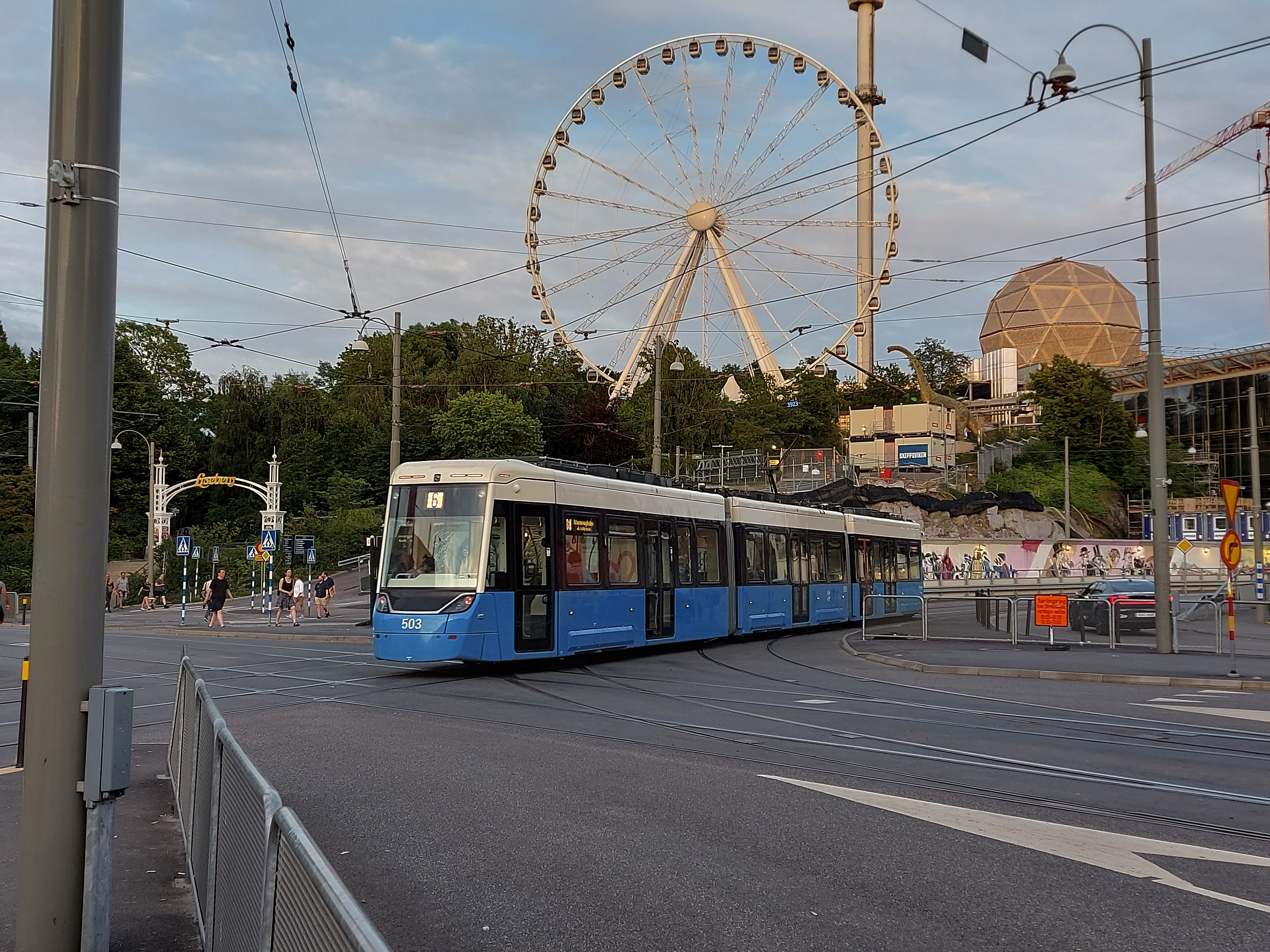
Korsvägen med Liseberg och Universeum i bakgrunden.

I mitten av Korsvägen ligger de olika hållplatslägena för spårvagnar och bussar och runt dessa går bilvägen. Korsningen kan förenklat ses som en rondell med trafik åt fem håll där trafiken har väjningsplikt mot korsande spårvagnar och bussar. Mellan den 16 juni 2008 och den 4 juni 2014 var Korsvägen skyltad som en cirkulationsplats. Därefter ersattes skyltningen om cirkulationsplats med skyltning om väjningsplikt och lokala trafikföreskrifter om att bilister som kör in i Korsvägen har väjningsplikt mot fordon som redan befinner sig där, vilket i praktiken innebar ungefär samma trafikregler som tidigare. I den södra änden av Korsvägen finns det även ett trafikljus där Södra Vägen och Eklandagatan korsas.

## Korsvägen spårvagnshållplats
Spårvagnshållplatsen invigdes år 1881, då linjen från centrala staden ut mot Getebergsäng byggdes. Det finns sex plattformar till de olika spårvagnslinjerna. 

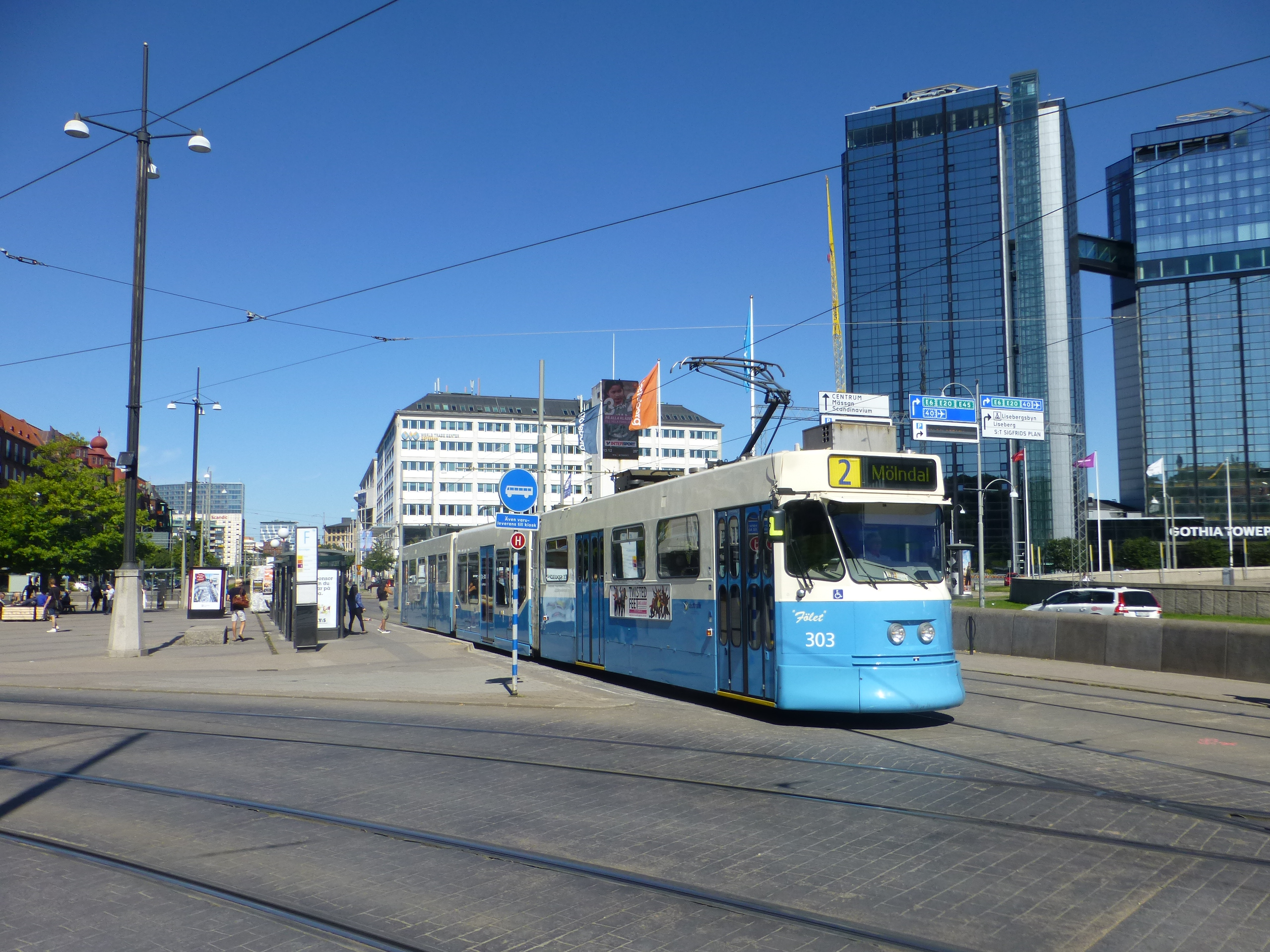
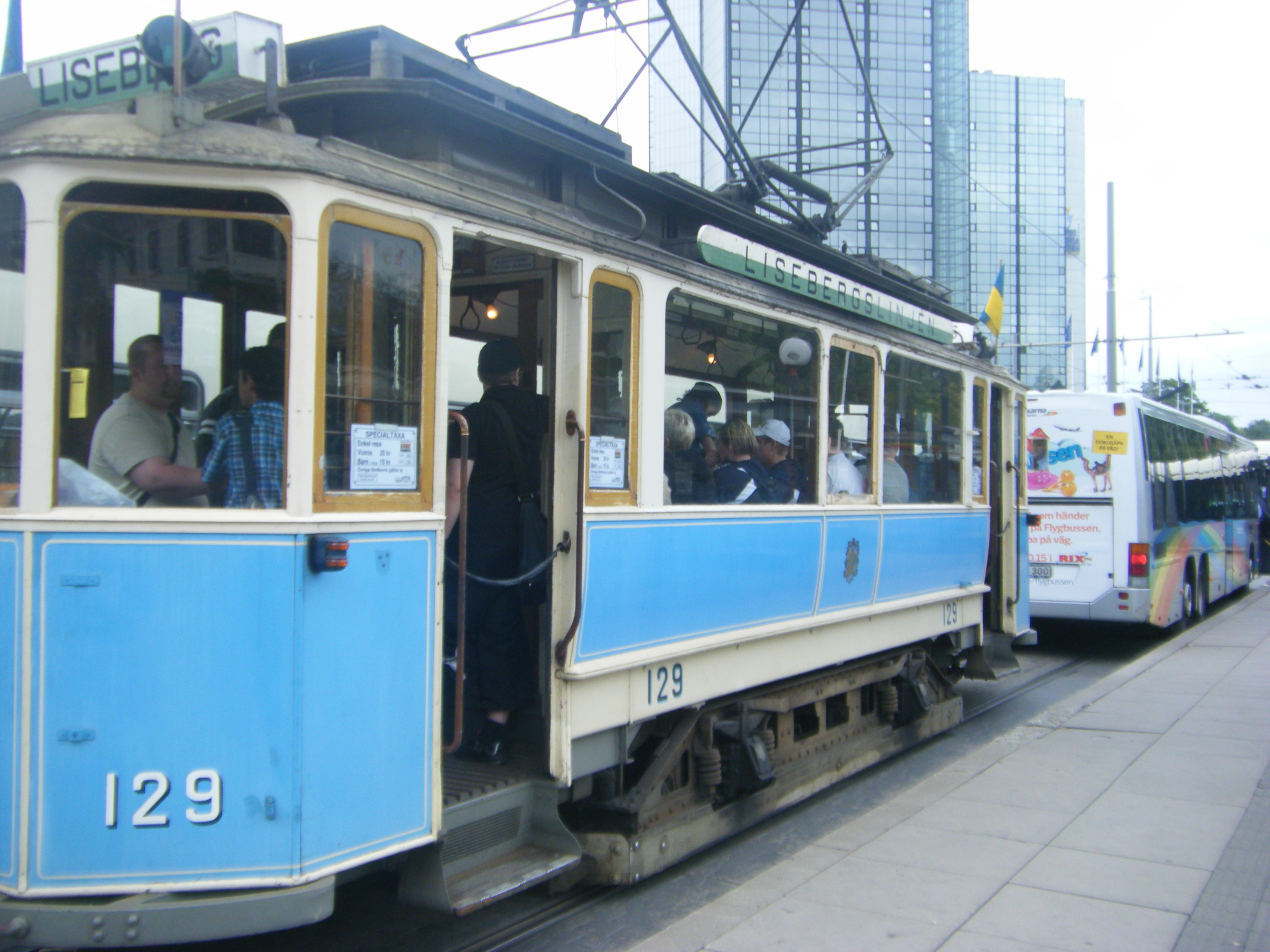

| Sidoperrong Södra vägen |   |
|                         | ← |
|                         | → |
| Sidoperrong Södra vägen |   |

| Sidoperrong Skånegatan |   |
|                        | ← |
|                        | → |
| Sidoperrong Skånegatan |   |

Spårvagnslinjerna      passerar Korsvägen, som har spårväg i fem riktningar: 
- via Södra vägen åt nordväst mot Brunnsparken (linje  och )
- via Skånegatan åt norr mot centralstationen (linje ) eller de nordöstra stadsdelarna (linje  och )
- via Södra vägen åt söder mot Krokslätt och Mölndal (linje  och  )
- via Örgrytevägen österut mot Östra sjukhuset via Liseberg (linje )
- via Södra vägen åt sydväst mot Sahlgrenska sjukhuset via Chalmerstunneln (linje  och  ).

### Busslinjer
Det finns busslinjer mot bland annat:
- linje 50 mot Kallebäck eller Frölunda torg
- linje 52 mot Skogome eller Linnéplatsen
- linje 513 mot Öjersjö/Partille
- linje 100 mot Borås[8]
- mot Kinna och platser bortom.
- mot Mölndal-Lindome
- Grön express, mot Kungälv/Ytterby eller Mölnlycke
- Röd express, mot Landvetter eller Lilla Varholmen
- flygbuss mot Göteborg-Landvetter flygplats

## Korsvägens station
En ny station, Korsvägens station, byggs under spårvagnshållplatsen i samband med att Västlänken byggs. 600 meter österut finns pendeltågsstationen Lisebergs station, med pendeltåg mot Mölndal/Kungsbacka.

## Knutpunkt
Korsvägen ligger i mitten av evenemangsstråket är centrum för ett antal publika etablissemang. Där kan nämnas Liseberg, Svenska Mässan, Hotel Gothia Towers, Universeum (som drivs av Stiftelsen Korsvägen) och Världskulturmuseet. I närheten finns också Scandinavium, Götaplatsen, Göteborgs universitetsbibliotek samt delar av Göteborgs universitet.